# Ergin Keleş
Ergin Keleş (Arsin, 1º gennaio 1987) è un ex calciatore turco, di ruolo attaccante.

## Carriera

### Club
Ha giocato nella prima divisione turca.

### Nazionale
Ha partecipato ai Mondiali Under-20 del 2005.

## Palmarès

### Club

#### Competizioni nazionali
- TFF 1. Lig: 3

Manisaspor: 2008-2009
Adanaspor: 2015-2016
Sivasspor: 2016-2017